# Isomaltose
L’isomaltose est un diholoside formé par deux unités de glucoses.

## Origine
L'isomaltose est naturellement présent dans les graines de plante et dans certains miels (miel de tilleul : 1,2 à 1,6 %). On peut l'obtenir par une hydrolyse de l'amidon ou du glycogène. 

## Chimie

### Structure

Structure de l'isomaltose.

L'isomaltose est un homodiholoside tout comme le maltose et le cellobiose, car ils ne contiennent qu'une sorte d'ose, le glucose.
 
Ainsi, la structure de l'isomaltose est similaire à celle du maltose, la différence résidant dans la nature de la liaison osidique qui relie les deux glucoses. Une  liaison de type α(1→6) au lieu de α(1→4) pour le maltose. 
En effet, le lien se fait entre les groupes hydroxyles du carbone 1 d'un glucose en position alpha (α) et le carbone 6 de l'autre unité de glucose.

### Caractéristiques physiques
L'isomaltose est un solide blanc de formule chimique C12H22O11 et de poids moléculaire 342,29 g·mol-1. Comme la plupart des diholosides, il est soluble dans l'eau.

## Métabolisme
La consommation d'amidon contenu dans les aliments à base de féculent (pain) entraîne la production de maltose et d'isomaltose par l'action des amylases salivaires et pancréatiques (ces amylases sont des (α1→4) et (α1→6) glucosidases). Ceux-ci sont normalement hydrolysés dans la lumière intestinale en glucose par deux enzymes (la maltase et l'isomaltase) placées sur la bordure intestinale. Le glucose est ensuite absorbé par l'entérocyte puis, en utilisant un transporteur passif, passe dans le sang. Il existe une intolérance à l'absorption de l'isomaltose, due à l'absence ou au déficit de l'enzyme isomaltase.